# Titularbistum Gravelbourg
Das Bistum Gravelbourg (lateinisch Dioecesis Gravelburgensis) war ein römisch-katholisches Bistum in Kanada mit Sitz in Gravelbourg.
Am 31. Januar 1930 wurde es aus Gebieten des kanadischen Erzbistums Regina begründet, dem es auch als Suffraganbistum angehörte. Es hatte eine Größe von 58.938 km². 1950 noch 17.746 (20 %) Katholiken in 35 Pfarreien mit 38 Diözesanpriestern, 35 Ordenspriestern und 237 Ordensschwestern zählend, sank seine Zahl bis 1990 auf 12.560 (19,2 %) Katholiken in 30 Pfarreien mit 22 Priestern, 3 Ordenspriestern und 69 Ordensschwestern. Am 14. September 1998 wurde die Diözese aufgehoben und das Bistumsgebiet unter die Bistümer Regina und Saskatoon aufgeteilt. Am 14. November 1998 wurde ein Titularbistum mit dem Namen Gravelbourg gegründet, dessen erster Titularbischof Noël Delaquis wurde.

## Bischöfe
| Nr. | Bischof                            | von  | bis  | Beschreibung | Darstellung | Wappen |
| --- | ---------------------------------- | ---- | ---- | --- | ----------- | ------ |
| 01  | Jean-Marie-Rodrigue Villeneuve OMI | 1930 | 1931 | * 2. November 1883 in Montreal, Kanada, am 20. Mai 1907 zum Ordenspriester geweiht, am 16. Juni 1930 zum Bischof von Gravelbourg Kanada bestellt und am 3. Juli 1930 von Papst Pius XI. bestätigt, konsekriert am 11. September 1930, am 11. Dezember 1931 Erzbischof von Québec, am 13. März 1933 zum Kardinal kreiert, † 17. Januar 1947 |             |        |
| 02  | Louis-Joseph-Arthur Melanson       | 1932 | 1936 | * 25. März 1879 in Trois-Rivières, Kanada, am 9. Juli 1905 zum Priester geweiht, am 25. November 1932 zum Bischof von Gravelbourg bestellt, konsekriert am 22. Februar 1933, am 16. Dezember 1936 Erzbischof von Moncton, † 23. Oktober 1941 |             |        |
| 03  | Joseph-Wilfrid Guy OMI             | 1937 | 1942 | * 28. Juli 1883 in Montreal, Kanada, am 9. Juni 1906 zum Ordenspriester geweiht, am 19. Dezember 1929 zum Apostolischen Vikar von Grouard Kanada und zum Titularbischof von Photice ernannt, konsekriert am 1. Mai 1930, am 2. Juni 1937 Bischof von Gravelbourg, installiert am 25. Oktober 1937, resigniert am 7. November 1942 und wird er zum Titularbischof von Photice bestellt, † 8. Dezember 1951 |             |        |
| 04  | Marie-Joseph Lemieux OP            | 1944 | 1953 | * 10. Mai 1902 in Québec, Kanada, am 9. Juli 1905 Eintritt in den Dominikanerorden, am 15. April 1928 zum Ordenspriester geweiht, am 3. Dezember 1935 zum Bischof von Sendai (Japan) bestellt, konsekriert am 29. Juni 1936, Exil am 16. Januar 1941 nach Kanada, am 7. April 1944 Bischof von Gravelbourg, installiert am 28. Mai 1944, am 29. Juni 1953 Erzbischof von Ottawa, installiert am 17. September 1953, am 24. September 1966 Apostolischer Nuntius in Haiti und Titularerzbischof von Saldae, Apostolischer Pro-Nuntius in Indien, am 16. Februar 1971 resigniert, † 4. Mai 1994 |             |        |
| 05  | Aimé Décosse                       | 1953 | 1973 | * 21. Juni 1903 in Somerset, Kanada, am 4. Juli 1926 in Saint-Boniface zum Priester geweiht, am 3. November 1953 zum Bischof von Gravelbourg bestellt, konsekriert am 20. Januar 1954, emeritiert am 12. Mai 1973, † 8. Januar 1991 |             |        |
| 06  | Noël Delaquis OCSO                 | 1973 | 1995 | * 22. Dezember 1934 in Notre-Dame-de-Lourdes, Kanada, am 5. Juni 1958 zum Priester geweiht, am 3. Dezember 1973 zum Bischof von Grvelbourg bestellt, Bischofsweihe am 19. Februar 1974, am 10. April 1995 resigniert |             |        |
| 07  | Raymond Roussin SM                 | 1995 | 1998 | * 17. Juni 1939 in St. Vital, Kanada, am 22. August 1961 Eintritt in den Maristen-Orden, am 21. März 1970 zum Ordenspriester geweiht, am 10. April 1995 zum Bischof von Gravelbourg ernannt, Bischofsweihe am 14. Juni 1995, am 14. September 1998 zum Koadjutorbischof von Victoria ernannt, am 18. März 1999 Bischof von Victoria, am 10. Januar 2004 Erzbischof von Vancouver, emeritiert am 2. Januar 2009, † 24. April 2015 |             |        |

## Titularbischöfe
| Titularbischöfe von Gravelbourg |                    |                                                                                 |                   |     |
| Nr.                             | Name               | Amt                                                                             | von               | bis |
| 1                               | Noël Delaquis OCSO | seit 29. Juni 2008 Mitglied des Ordens der Zisterzienser der strengen Observanz | 14. November 1998 |     |